# Grand Prix de Macao de Formule 3 1988
Le Grand Prix de Macao de Formule 3 1988 est la 35e édition de l'épreuve macanaise réservée aux monoplaces de Formule 3. Elle s'est déroulée le 27 novembre 1988 sur le tracé urbain de Guia.

## Participants
| No | Pilotes              | Voiture              | Écurie                                     |
| -- | -------------------- | -------------------- | ------------------------------------------ |
| 1  | Bertrand Gachot      | Reynard Volkswagen   | Theodore Racing                            |
| 2  | JJ Lehto             | Reynard Toyota       | Pacific Racing w/ Theodore Racing          |
| 3  | Eddie Irvine         | Ralt Alfa Romeo      | West Surrey Racing (en) w/ Theodore Racing |
| 5  | Jan Lammers          | Ralt Toyota          | Flying Tigers Intersport Racing            |
| 6  | Damon Hill           | Ralt Toyota          | Flying Tigers Intersport Racing            |
| 7  | Gary Brabham         | Ralt Volkswagen      | Bowman Racing (en)                         |
| 8  | Ross Hockenhull (en) | Ralt Volkswagen      | Bowman Racing (en)                         |
| 9  | Martin Donnelly      | Reynard Volkswagen   | Eddie Jordan Racing                        |
| 10 | Stefan Johansson     | Reynard Volkswagen   | Eddie Jordan Racing                        |
| 11 | Joachim Winkelhock   | Reynard Volkswagen   | WTS Équipe                                 |
| 12 | Didier Artzet        | Ralt Toyota          | Intersport Racing                          |
| 15 | Erik Comas           | Ralt Volkswagen      | Team KTR                                   |
| 16 | Enrico Bertaggia     | Dallara Alfa Romeo   | Forti Corse                                |
| 17 | Gianni Morbidelli    | Dallara Alfa Romeo   | Forti Corse                                |
| 18 | Otto Rensing         | Reynard Volkswagen   | Volkswagen Motorsport                      |
| 19 | Frank Krämer         | BSR KS388 Volkswagen | Volkswagen Motorsport                      |
| 20 | Fabrizio Giovanardi  | Reynard Alfa Romeo   | Prema Racing                               |
| 21 | Gabriele Tarquini    | Reynard Alfa Romeo   | Prema Racing                               |
| 22 | Jean Alesi           | Dallara Alfa Romeo   | Alesi Junior Team                          |
| 23 | Christian Vidal      | Ralt Alfa Romeo      | Équipe Serge Saulnier                      |
| 25 | Philippe Gache       | Dallara Volkswagen   | DG Racing                                  |
| 26 | Jacques Goudchaux    | Dallara Volkswagen   | DG Racing                                  |
| 27 | Michael Johansson    | Ralt Alfa Romeo      | Tommy Jagerwall                            |
| 28 | Rickard Rydell       | Reynard Alfa Romeo   | Picko Troberg Racing                       |
| 29 | Antonio Simoes       | Ralt Alfa Romeo      | West Surrey Racing                         |
| 30 | Frank Biela          | Reynard Volkswagen   | Mönninghoff Racing                         |
| 31 | Håkan Olausson       | Reynard Volkswagen   | The Swedish Lions                          |
| 32 | Kiyoshi Misaki (en)  | Ralt Toyota          | JTR                                        |
| 33 | Hideki Noda          | Reynard Toyota       | JAX Racing                                 |
| 35 | Karl Wendlinger      | Ralt Alfa Romeo      | Marko RSM                                  |

## 1recourse
Qualification
| Ligne | Positions sur la grille de départ        | Positions sur la grille de départ      | Positions sur la grille de départ |
| ----- | ---------------------------------------- | -------------------------------------- | --------------------------------- |
| 1re   | 1. Eddie Irvine (2 min 22 s 600)         | 2. JJ Lehto (2 min 23 s 090)           |                                   |
| 2e    | 3. Joachim Winkelhock (2 min 22 s 690)   | 4. Rickard Rydell (2 min 23 s 610)     |                                   |
| 3e    | 5. Jean Alesi (2 min 22 s 810)           | 6. Enrico Bertaggia (2 min 23 s 680)   |                                   |
| 4e    | 7. Frank Biela (2 min 23 s 320)          | 8. Damon Hill (2 min 23 s 760)         |                                   |
| 5e    | 9. Gabriele Tarquini (2 min 23 s 660)    | 10. Bertrand Gachot (2 min 23 s 880)   |                                   |
| 6e    | 11. Otto Rensing (2 min 23 s 790)        | 12. Martin Donnelly (2 min 23 s 960)   |                                   |
| 7e    | 13. Gary Brabham (2 min 23 s 850)        | 14. Gianni Morbidelli (2 min 24 s 150) |                                   |
| 8e    | 15. Fabrizio Giovanardi (2 min 24 s 030) | 16. Didier Artzet (2 min 24 s 310)     |                                   |
| 9e    | 17. Frank Krämer (2 min 24 s 110)        | 18. Hideki Noda (2 min 25 s 890)       |                                   |
| 10e   | 19. Jan Lammers (2 min 24 s 170)         | 20. Ross Hockenhull (2 min 26 s 020)   |                                   |
| 11e   | 21. Karl Wendlinger (2 min 24 s 720)     | 22. António Simões (2 min 26 s 250)    |                                   |
| 12e   | 23. Philippe Gache (2 min 24 s 800)      | 24. Jacques Goudchaux (2 min 26 s 330) |                                   |
| 13e   | 25. Stefan Johansson (2 min 24 s 880)    | 26. Michael Johansson (2 min 26 s 610) |                                   |
| 14e   | 27. Erik Comas (2 min 24 s 910)          | 28. Hakån Olausson (2 min 27 s 400)    |                                   |
| 15e   | 29. Christian Vidal (2 min 27 s 050)     | 30. Kiyoshi Misaki (2 min 27 s 420)    |                                   |

Résultat
Le meilleur tour est effectué par Eddie Irvine en 2 min 22 s 310 (153,058 km/h),.
| Pos. | no | Pilote              | Voiture            | Tours | Temps/Abd.       |
| ---- | -- | ------------------- | ------------------ | ----- | ---------------- |
| 1    | 3  | Eddie Irvine        | Ralt Alfa Romeo    | 12    | 28 min 45 s 930  |
| 2    | 22 | Jean Alesi          | Dallara Alfa Romeo | 12    | + 1 s 780        |
| 3    | 28 | Rickard Rydell      | Reynard Alfa Romeo | 12    | + 7 s 230        |
| 4    | 2  | JJ Lehto            | Reynard Toyota     | 12    | + 10 s 140       |
| 5    | 16 | Enrico Bertaggia    | Dallara Alfa Romeo | 12    | + 10 s 780       |
| 6    | 6  | Damon Hill          | Ralt Toyota        | 12    | + 15 s 010       |
| 7    | 30 | Frank Biela         | Reynard Volkswagen | 12    | + 19 s 530       |
| 8    | 7  | Gary Brabham        | Ralt Volkswagen    | 12    | + 22 s 390       |
| 9    | 18 | Otto Rensing        | Reynard Volkswagen | 12    | + 23 s 500       |
| 10   | 21 | Gabriele Tarquini   | Reynard Alfa Romeo | 12    | + 27 s 980       |
| 11   | 1  | Bertrand Gachot     | Reynard Volkswagen | 12    | + 28 s 510       |
| 12   | 5  | Jan Lammers         | Ralt Toyota        | 12    | + 29 s 880       |
| 13   | 10 | Stefan Johansson    | Reynard Volkswagen | 12    | + 30 s 540       |
| 14   | 17 | Gianni Morbidelli   | Dallara Alfa Romeo | 12    | + 42 s 280       |
| 15   | 8  | Ross Hockenhull     | Ralt Volkswagen    | 12    | + 45 s 420       |
| 16   | 15 | Erik Comas          | Ralt Volkswagen    | 12    | + 49 s 180       |
| 17   | 20 | Fabrizio Giovanardi | Reynard Alfa Romeo | 12    | + 49 s 380       |
| 18   | 23 | Christian Vidal     | Ralt Alfa Romeo    | 12    | + 53 s 450       |
| 19   | 26 | Jacques Goudchaux   | Reynard Volkswagen | 12    | + 58 s 130       |
| 20   | 27 | Michael Johansson   | Ralt Alfa Romeo    | 12    | + 1 min 8 s 150  |
| 21   | 31 | Håkan Olausson      | Reynard Volkswagen | 12    | + 1 min 24 s 270 |
| 22   | 32 | Kiyoshi Misaki      | Ralt Toyota        | 12    | + 1 min 24 s 710 |
| 23   | 12 | Didier Artzet       | Ralt Toyota        | 12    | + 1 min 27 s 020 |

## 2ecourse
Qualification
| Ligne | Positions sur la grille de départ | Positions sur la grille de départ | Positions sur la grille de départ |
| ----- | --------------------------------- | --------------------------------- | --------------------------------- |
| 1re   | 1. Eddie Irvine                   | 2. Jean Alesi                     |                                   |
| 2e    | 3. Rickard Rydell                 | 4. JJ Lehto                       |                                   |
| 3e    | 5. Enrico Bertaggia               | 6. Damon Hill                     |                                   |
| 4e    | 7. Frank Biela                    | 8. Gary Brabham                   |                                   |
| 5e    | 9. Otto Rensing                   | 10. Gabriele Tarquini             |                                   |
| 6e    | 11. Bertrand Gachot               | 12. Jan Lammers                   |                                   |
| 7e    | 13. Stefan Johansson              | 14. Gianni Morbidelli             |                                   |
| 8e    | 15. Ross Hockenhull               | 16. Erik Comas                    |                                   |
| 9e    | 17. Fabrizio Giovanardi           | 18. Christian Vidal               |                                   |
| 10e   | 19. Jacques Goudchaux             | 20. Michael Johansson             |                                   |
| 11e   | 21. Hakån Olausson                | 22. Kiyoshi Misaki                |                                   |
| 12e   | 23. Didier Artzet                 | 24. António Simões                |                                   |
| 13e   | 25. Hideki Noda                   | 26. Philippe Gache                |                                   |

Résultat
| Pos. | no | Pilote            | Voiture            | Tours | Temps/Abd.       |
| ---- | -- | ----------------- | ------------------ | ----- | ---------------- |
| 1    | 18 | Otto Rensing      | Reynard Volkswagen | 12    | 36 min 0 s 490   |
| 2    | 16 | Enrico Bertaggia  | Dallara Alfa Romeo | 12    | + 3 s 690        |
| 3    | 6  | Damon Hill        | Ralt Toyota        | 12    | + 7 s 670        |
| 4    | 17 | Gianni Morbidelli | Dallara Alfa Romeo | 12    | + 16 s 190       |
| 5    | 30 | Frank Biela       | Reynard Volkswagen | 12    | + 18 s 920       |
| 6    | 5  | Jan Lammers       | Ralt Toyota        | 12    | + 20 s 590       |
| 7    | 7  | Gary Brabham      | Ralt Volkswagen    | 12    | + 20 s 730       |
| 8    | 15 | Erik Comas        | Ralt Volkswagen    | 12    | + 21 s 810       |
| 9    | 10 | Stefan Johansson  | Reynard Volkswagen | 12    | + 30 s 780       |
| 10   | 29 | Antonio Simoes    | Ralt Alfa Romeo    | 12    | + 30 s 870       |
| 11   | 21 | Gabriele Tarquini | Reynard Alfa Romeo | 12    | + 35 s 210       |
| 12   | 8  | Ross Hockenhull   | Ralt Volkswagen    | 12    | + 35 s 940       |
| 13   | 35 | Karl Wendlinger   | Ralt Alfa Romeo    | 12    | + 50 s 500       |
| 14   | 26 | Jacques Goudchaux | Reynard Volkswagen | 12    | + 50 s 830       |
| 15   | 22 | Jean Alesi        | Dallara Alfa Romeo | 12    | + 1 min 15 s 210 |
| 16   | 27 | Michael Johansson | Ralt Alfa Romeo    | 12    | + 1 min 17 s 890 |
| 17   | 31 | Håkan Olausson    | Reynard Volkswagen | 12    | + 2 min 11 s 630 |

## Résultat final
| Pos. | no | Pilote            | Voiture            | Tours | Temps/Abd.        |
| ---- | -- | ----------------- | ------------------ | ----- | ----------------- |
| 1    | 16 | Enrico Bertaggia  | Dallara Alfa Romeo | 27    | 1 h 5 min 0 s 890 |
| 2    | 6  | Damon Hill        | Ralt Toyota        | 27    | + 8 s 210         |
| 3    | 18 | Otto Rensing      | Reynard Volkswagen | 27    | + 9 s 030         |
| 4    | 30 | Frank Biela       | Reynard Volkswagen | 27    | + 23 s 980        |
| 5    | 7  | Gary Brabham      | Ralt Volkswagen    | 27    | + 28 s 650        |
| 6    | 5  | Jan Lammers       | Ralt Toyota        | 27    | + 36 s 000        |
| 7    | 17 | Gianni Morbidelli | Dallara Alfa Romeo | 27    | + 44 s 000        |
| 8    | 10 | Stefan Johansson  | Reynard Volkswagen | 27    | + 46 s 850        |
| 9    | 21 | Gabriele Tarquini | Reynard Alfa Romeo | 27    | + 48 s 720        |
| 10   | 15 | Erik Comas        | Ralt Volkswagen    | 27    | + 56 s 520        |
| 11   | 22 | Jean Alesi        | Dallara Alfa Romeo | 27    | + 1 min 2 s 440   |
| 12   | 8  | Ross Hockenhull   | Ralt Volkswagen    | 27    | + 1 min 6 s 890   |
| 13   | 26 | Jacques Goudchaux | Reynard Volkswagen | 27    | + 1 min 34 s 490  |
| 14   | 27 | Michael Johansson | Ralt Alfa Romeo    | 27    | + 2 min 11 s 570  |
| 15   | 31 | Håkan Olausson    | Reynard Volkswagen | 27    | + 3 min 21 s 430  |